# Mitromorphidae
Mitromorphidae is een familie van weekdieren uit de klasse van de Gastropoda (slakken).

## Geslachten
- Anarithma Iredale, 1916
- Arielia Shasky, 1961
- Itia Marwick, 1931 †
- Lovellona Iredale, 1917
- Maorimorpha Powell, 1939
- Mitrellatoma Powell, 1942 †
- Mitromorpha Carpenter, 1865
- Scrinium Hedley, 1922